# Chassey-lès-Montbozon
Chassey-lès-Montbozon település Franciaországban, Haute-Saône megyében. Lakosainak száma 230 fő (2022. január 1.). Chassey-lès-Montbozon Esprels, Bonnal, Tressandans, Dampierre-sur-Linotte, Pont-sur-l’Ognon, Thieffrans és Vallerois-le-Bois községekkel határos.

## Népesség
A település népességének változása:
| Lakosok száma | 218  | 216  | 223  | 217  | 215  | 215  | 220  | 225  | 230  |
|               | 2013 | 2015 | 2016 | 2017 | 2018 | 2019 | 2020 | 2021 | 2022 |